# Elmira (New York)
Elmira je město v okresu Chemung County ve státě New York ve Spojených státech amerických. K roku 2010 zde žilo 29 200 obyvatel. S celkovou rozlohou 12,2 km² byla hustota zalidnění 1 632 obyvatel na km². Leží jen několik kilometrů severně od hranice státu New York s Pensylvánií. Ve městě se v minulosti nacházelo Elmira Prison.